# Čert a Káča
Čert a Káča est un long métrage d'animation tchécoslovaque réalisé par Václav Bedřich, sorti en 1955.

## Synopsis
Lucifer charge Kokes, un assistant peu dégourdi, d'aller chercher sur terre une princesse de mauvaise vie. Celui-ci ramène par erreur Káča (Catherine), une villageoise pleine d'entrain qui sème bientôt la zizanie en Enfer. Kokes est donc obligé de la ramener sur terre où un jeune garçon nommé Jíra prendra soin d'elle.

## Fiche technique
- Titre : Čert a Káča
- Titre alternatif : Pohádka o čertovi a Káče (?)
- Réalisation : Václav Bedřich
- Scénario : Josef Novotný, Václav Bedřich
- Musique :
- Production : Krátký Film Praha, Studio Bratři v triku
- Pays d'origine : Tchécoslovaquie
- Technique : dessin animé
- Genre : film d'animation
- Format : couleur, 35 mm
- Durée : 44 minutes
- Date de sortie : 1955

## Distribution
- Ladislav Pešek : Jíra
- Ludmila Vostrcilová : Káča
- Irena Kacírková
- Oldrich Musil : Kokes
- František Filipovský : Lucifer
- Josef Hlinomaz
- Alois Dvorský : le grand-père
- Bohumil Bezouska

## Commentaire
Le film s'inspire d'un conte de fées tchèque très populaire de Božena Němcová, déjà mis en musique en 1899 par Antonín Dvořák dans l'opéra du même nom, connu en français sous le titre Le Diable et Catherine.